# Загублені у лісі
Загублені у лісі (англ. Lost in the Woods) — американський фільм 2009 року.

## Сюжет
Десятирічний Тім Роджерс і його батьки відправляються провідати бабусю, яка живе в горах. Відпочинок обертається надзвичайною подією: Тіммі потрапляє до рук бандитів, які до цього викрали Челсі, дочку мільярдера. Юному герою потрібно врятувати дівчинку і повернутися до батьків зі страшного світу, загубленого в лісах.

## У ролях
| Актор          | Роль            |
| -------------- | --------------- |
| Майкл Медсен   | Стюарт Бунка    |
| Шон Кайл       | Тім Роджерс     |
| Хейлі Санчез   | Челсі           |
| Скотт Л. Шварц | Курт            |
| Корі Лендіс    | Перрі           |
| Джон Каллахан  | Ден Роджерс     |
| Меггі Вагнер   | Мелісса Роджерс |
| Пол Грейс      | Серж            |
| Ерік Суїні     | Лайл            |
| Мерайя Паркін  | Кеті            |